# Ildefons Ramírez de Arellano
Ildefons Ramírez de Arellano (1565-1624) fou un pilot i geògraf de Xàtiva més conegut com a Diego Ramírez de Arellano o també "Cosmògraf Ramírez".

## Biografia
Anomenat Ildefons o Ildefonso o, possiblement Alfons, es va canviar el nom al de Diego, en arribar a la cort. Per la mateixa raó és possible que tampoc es diguera "de Arellano", ja que és un cognom desconegut a Xàtiva i, en general, a València.
Junt als germans García Nodal, Bartolomé i Gonzalo, va rebre l'encàrrec del rei Felip III de confirmar que era possible la navegació cap al Pacífic més avall de l'estret de Magallanes com havia afirmat Jacob Le Maire. Seguint les ordres reials, es van construir dues caravel·les a Lisboa, aleshores sota domini dels Àustries. L'expedició va partir de Lisboa el 27 de setembre de 1618 amb Bartolomé com a cap de l'expedició i Ramírez com a cartògraf. Superat ja l'Estret de Magallanes, confirmaren l'existència d'un estret semblant més avall, al que anomenaren Estret de San Vicent (Estrecho de San Vicente) ignorant que Le Maire ja li havia posat el seu nom. Durant el viatge Ramírez feu el primer mapa exhaustiu de tota la zona en el qual destacaven, el "Cabo de San Bartolomé", "Cabo de San Diego", "Cabo de San Ildefonso" (Cap de Hoorn) i l'Illa de Xàtiva ("Isla de Xàtiva" en castellà). L'expedició va descobrir també les Illes de Diego Ramírez. Sobre aquest viatge, Ramírez va escriure un llibre que no voria la llum fins un segle i mig després: Reconocimiento de los Estrechos de Magallanes y de San Vicente y algunas cosas curiosas de la Navegación.
Com a recompensa per la seua tasca, Ramírez de Arellano va rebre el càrrec de Pilot Major de la Casa de Contractació. Durant el seu treball al capdavant de la Casa de Contractació, es va mostrar molt crític amb el seu mal funcionament. Va morir el 1624, encara que també es dona la data de 1633.